# Tórico

Mapa de los demos de la antigua Ática. El demo de Tórico se situaba al sureste, junto a la costa.

Tórico (en griego antiguo: Θορικός, en latín: Thoricus) fue un demo del Ática, en la costa sureste, a unos 10 km al norte del cabo Sunio. Estaba emplazado sobre una colina que actualmente es llamada Velatouri (145 m de altura), en las proximidades de la bahía de Laurion, a unos 2 km al sur del pequeño puerto del mismo nombre (el actual Lavrio). Pertenecía a la tribu Acamántide. 

## Mitología
Estrabón, citando a Filocoro, afirma que Tórico fue una de las doce ciudades fundadas en Ática por el mítico rey de Atenas, Cécrope, y que más tarde Teseo la había unido mediante sinecismo a la ciudad de Atenas. Tenía dos puertos, uno a cada lado de la colina.  En la mitología griega, Céfalo era oriundo de Tórico. Tórico era también el puerto por el que Deméter llegaba de Creta al Ática en su camino a Eleusis.

## Historia
Hubo un asentamiento desde el Neolítico, alrededor del 4500 a. C. También estuvo habitada en las épocas heládica temprana y media, micénica, geométrica y sin solución de continuidad hasta el siglo I a. C. La extracción de mineral en la zona comenzó alrededor del año 3000 a. C.

### Épocas neolítica y heládica

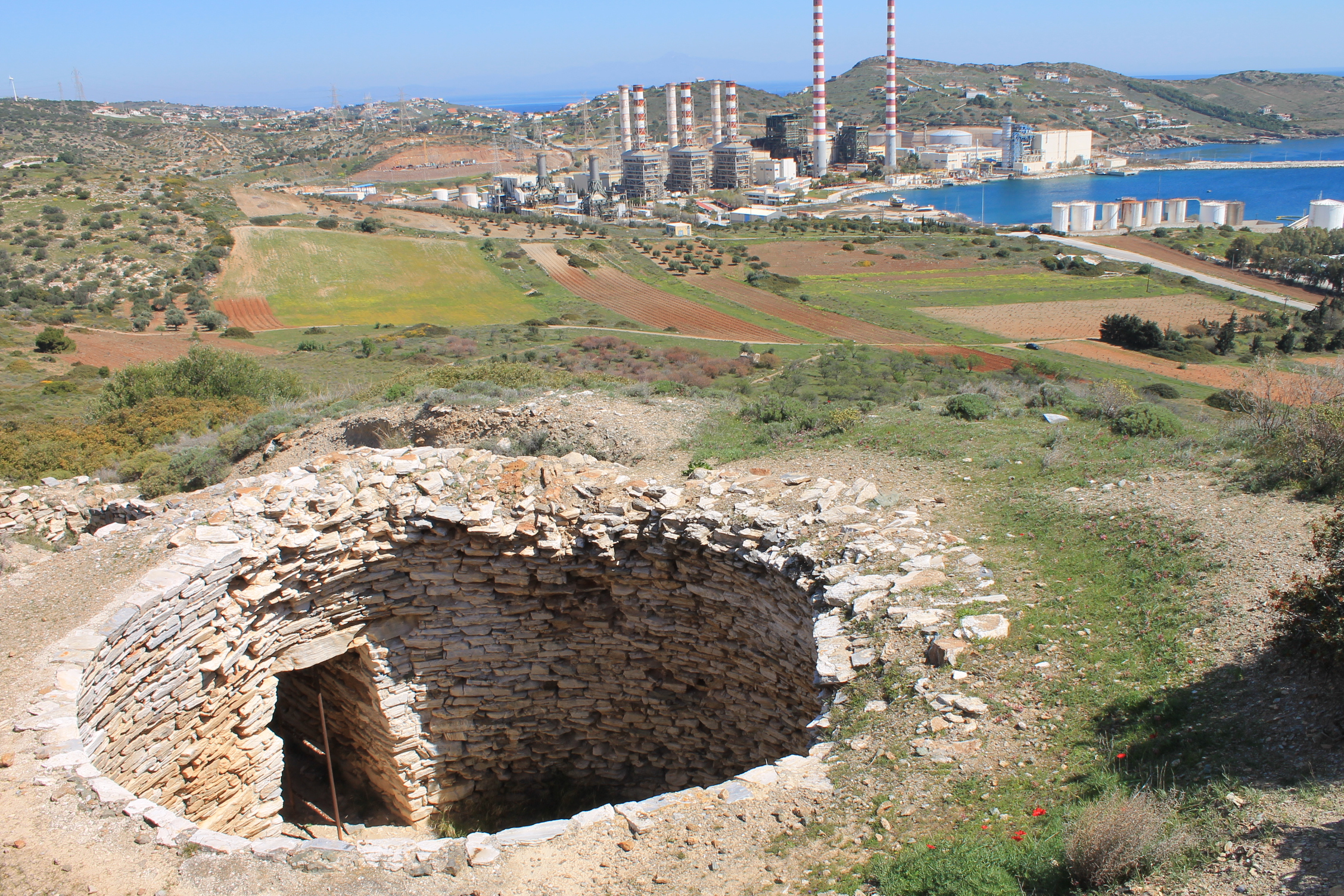
Tholos B micénico.

El sitio estaba habitado en la Edad del Cobre (IV milenio a. C.) Hay evidencias de extracción de plomo desde el período heládico inicial (III milenio a. C.) y de plata desde 1500 a. C.

### Época micénica
Se descubrieron dos tholos micénicos (siglo XV a. C.) y una instalación micénica tardía (siglo XII a. C.), probablemente relacionadas con las minas de la zona. Los hallazgos se encuentran en el Museo Arqueológico Nacional de Atenas. La cima de la colina de Velatouri tiene una acrópolis micénica. Uno de los tholos está localizado en 37°44′27″N 24°03′29″E / 37.74083, 24.05806.

### Épocas griega y romana

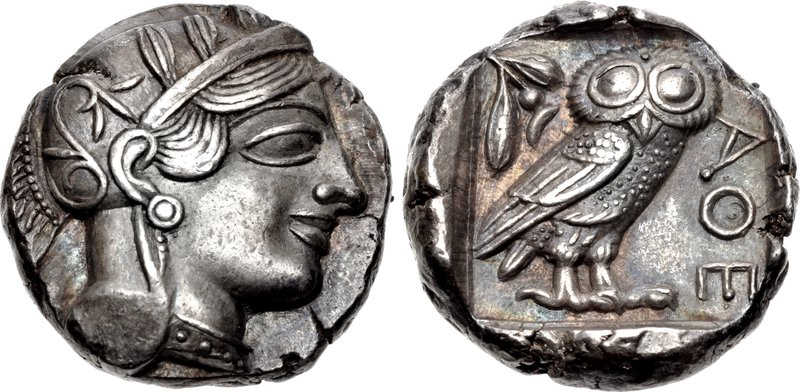
Tetradracma de plata de Atenas, posterior al 449 a. C.

El demo fue fundado en la reforma de Clístenes a finales de la época arcaica, en el año 508 a. C. A lo largo de su historia formó parte de la  tribu Acamántide, y originalmente contaba con cinco o seis representantes en la Boulé o (consejo ateniense). El demónimo toriquio (Θορίκιος) se utilizaba para designar a un ciudadano del demo.
En el vigésimo cuarto año de la guerra del Peloponeso (409 a. C.) fue fortificado por los atenienses,para proteger el suministro de alimentos de Atenas y las minas de Laurion. Las fortificaciones rodeaban una pequeña planicie que terminaba en el puerto, que actualmente recibe el nombre de Mandrí, e incluía una acrópolis.
La República romana destruyó el lugar bajo Sila en el 86 a. C. El lugar fue repoblado en la época romana, pero fue abandonado de nuevo en el 500 d. C., como el resto de la campiña del Ática, debido a las migraciones de eslavos.

## Arqueología

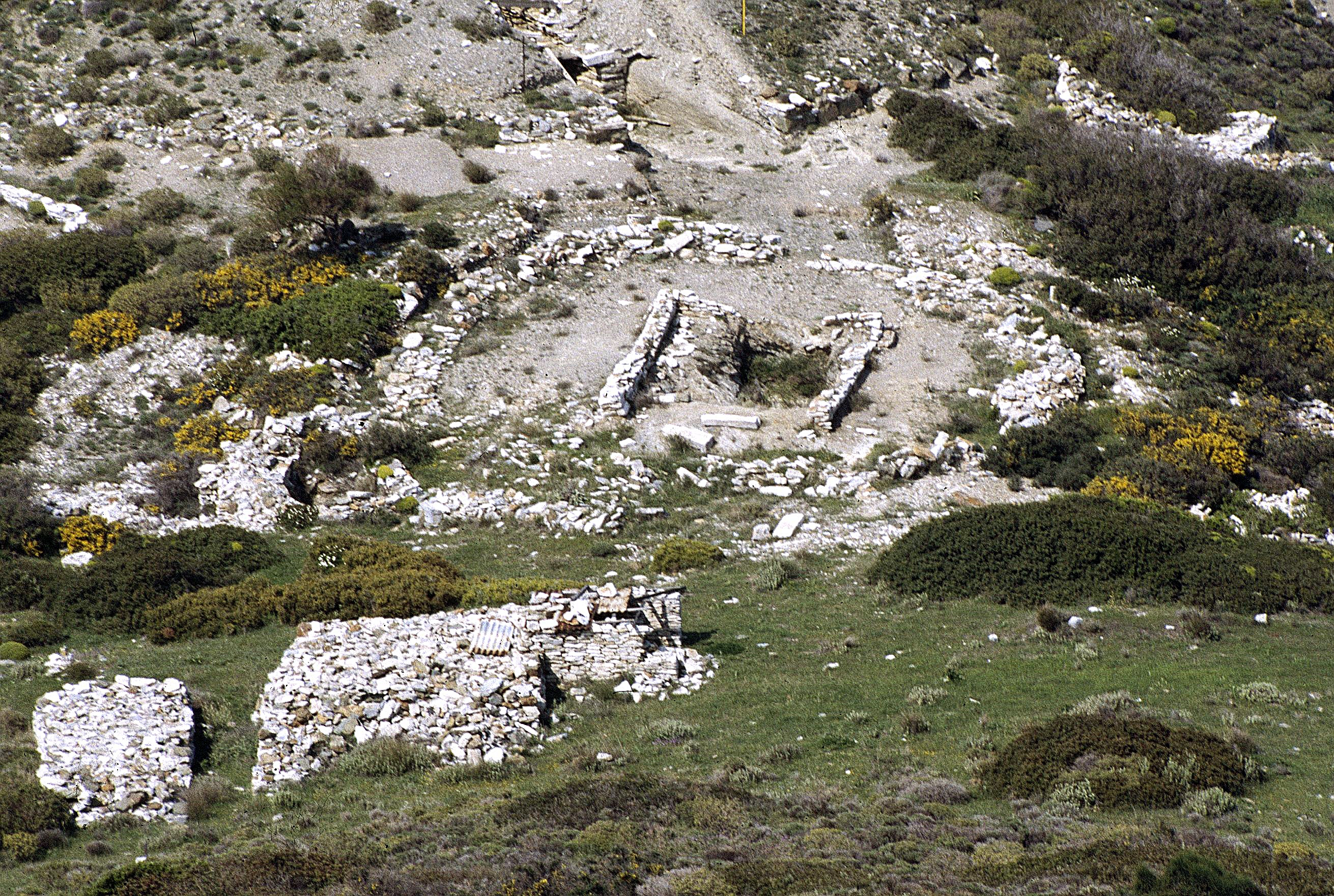
Ruinas de Tórico

Se han encontrado indicios de asentamientos y tumbas de los periodos paleolítico, neolítico, micénico y geométrico. Los hallazgos clásicos y posteriores incluyen un templo dedicado a Deméter, un inusual edificio teatral alargado, los restos de los barrios industriales de la ciudad y las ruinas de fortificaciones.

### Hallazgos prehistóricos
En la cima de la colina de Velatouri se han encontrado restos de un asentamiento neolítico (antes del 3000 a. C.) y de casas del período heládico temprano y medio del 2900-1600 a. C. En la colina se han encontrado tholos (tumbas redondas) micénicos (c. 1600-1100 a. C.) y tumbas del periodo geométrico. En una tumba micénica se han encontrado cerámicas y figurillas del siglo XVI al XIV a. C.

Plano de la Estoa doble de Tórico.

En la llanura, hacia el oeste, están los restos de un pórtico cuadrangular con columnas dóricas, descubierto por la Sociedad de los Diletantes de Londres, que realizó las primeras excavaciones de su historia, bajo la dirección de Walter Miller, en busca del teatro. En abril de 1886,  la Escuela Americana de Estudios Clásicos de Atenas, continuó las excavaciones.  Entre 1893 y 1894, la Sociedad Arqueológica de Atenas excavó restos micénicos en la acrópolis bajo la dirección de Valerios Stais. Desde la década de 1960, las excavaciones en el yacimiento corren a cargo de la Belgische School te Athene, la Escuela Belga de Arqueología.

### Fortalezas
Las fortificaciones de Tórico encerraban una pequeña llanura que terminaba en el puerto de la ciudad, el actual Porto Mandrí. Los restos de las murallas, de seiscientos metros de largo, con al menos seis torres y siete puertas, todavía están presentes a lo largo de la cresta de la colina en los lados norte, sur y oeste de la llanura. La acrópolis estaba en una colina sobre el arroyo Frangó Limióna.  
Sobre la ladera sur de la colina, son visibles los restos de la cávea y la orchestra del teatro griego de Tórico, que datan del VI al siglo IV a. C., que fue excavado en la colina (37°44′17″N 24°03′13″E / 37.73806, 24.05361). En abril de 1886, Walter Miller realizó la primera excavación moderna del teatro. Este edificio, con un aforo de 2700 espectadores, es reseñable por su planta elíptica, con una de las alas más largas en comparación con la otra, lo que lo hace único. Respecto a su antigüedad, algunos autores no dudan en indicar que fue el primero de todos los teatros griegos, y por tanto el más antiguo conservado del mundo.

### Templo de Deméter y Perséfone
Un pequeño templo dórico, tal vez dedicado a Higía, de finales del siglo V a. C., fue identificado por las inscripciones como un telesterion para el culto de Deméter y Perséfone. Era un gran edificio de mármol en forma de doble estoa. Fue explorado inicialmente por la Sociedad de los Diletantes en 1817.

### Teatro

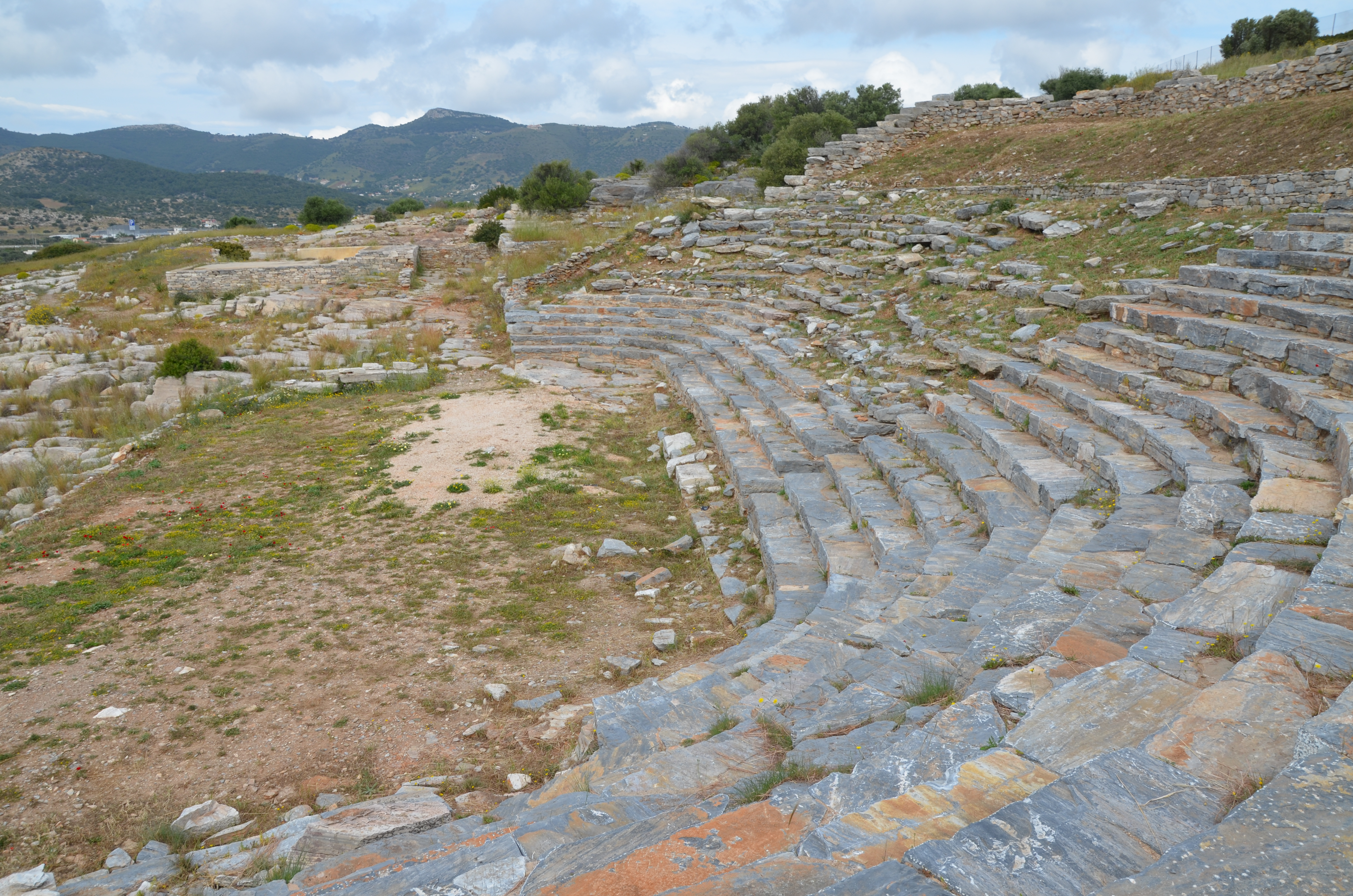
Teatro de Tórico, considerado el más antiguo del mundo, y el único griego con forma elíptica.

El teatro estaba situado en la ladera sur de la colina de Velatouri. Tenía una rara orchestra de forma elíptica y más ancha de lo normal en la cávea. La inusual forma del teatro se explicaba anteriormente por el hecho de que fue construido en su totalidad muy pronto, ya en torno al 500 a. C.. Hoy en día, se cree que la forma se explica por el hecho de que el la cávea se amplió por etapas. Se cree que la parte más antigua del teatro data de finales del 500 a. C., lo que lo convierte en el edificio teatral griego más antiguo que se conoce. A mediados del 400 a. C., se añadieron secciones curvas a los extremos este y oeste de la cávea original. hacia el 300 a. C., se añadieron más filas curvas de asientos a la parte trasera de la cávea. 
En el lado oeste del teatro había un pequeño templo dedicado a Dioniso y una sala de banquetes con cinco asientos, y en el lado este un altar. La excavación del emplazamiento del teatro fue llevada a cabo por la Escuela Americana de Estudios Clásicos en 1886.

### Barrios industriales
El núcleo de la antigua ciudad se encontraba en la ladera suroeste de la colina de Velatouri. Los barrios se denominan «barrios industriales» porque se utilizaban para procesar los metales de las minas de la zona. La ciudad floreció en este emplazamiento entre los años los siglos V y IV a. C., estaba densamente poblada y era relativamente grande. En la zona se han identificado numerosas casas particulares, tabernas, talleres y restos de calles.

## Las minas de plata

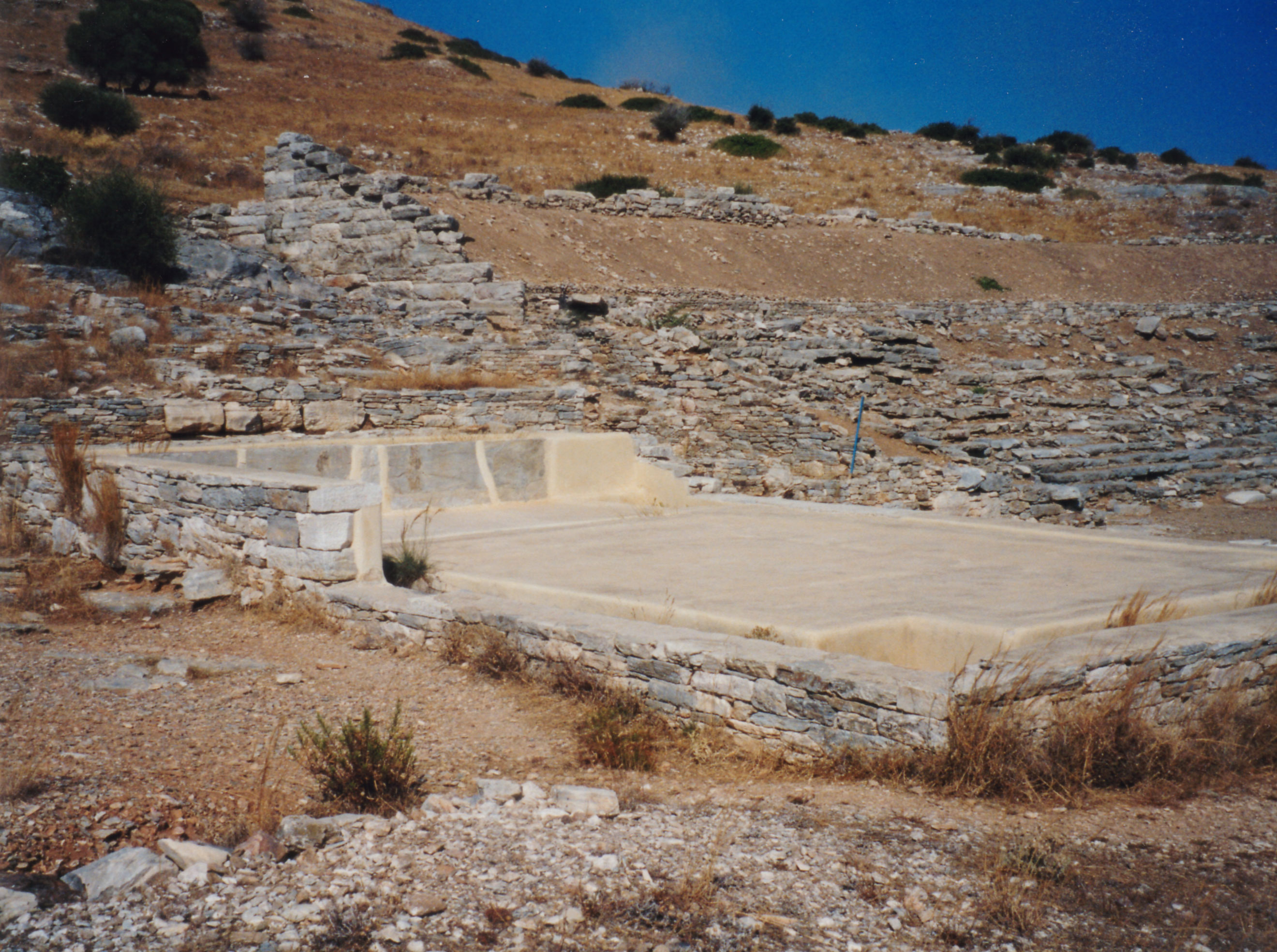
Antiguo lavadero de metal argentífero contiguo al teatro de Tórico.

La región de Laurion, Tórico incluida, es conocida por sus antiguas minas de plomo argentífero. Las excavaciones efectuadas a partir de 1820 han permitido descubrir huellas de la actividad minera y metalúrgica, sobre la vertiente oeste de la colina. El importante desarrollo del centro urbano de Tórico en los siglos V y IV a. C., en la época de la explotación más intensiva de los filones argentíferos de Laurion, está relacionada con dichas actividades mineras. La construcción del teatro data de esta época y numerosos talleres de tratamiento del mineral se hallaban en las cercanías del centro urbano.